# Viersen
Viersen – miasto powiatowe położone w zachodniej części Niemiec, w kraju związkowym Nadrenia Północna-Westfalia, w rejencji Düsseldorf, siedziba powiatu Viersen. Jest jednocześnie jedną z większych miejscowości w kraju związkowym. Leży w odległości ok. 8 km od Mönchengladbach, ok. 15 km od Krefeldu i ok. 20 km od holenderskiego miasta Venlo.
W mieście znajduje się stacja kolejowa Viersen.
Co roku we wrześniu miasto organizuje Międzynarodowy Festiwal Muzyki Jazzowej (Internationales Jazzfestival).

## Gospodarka
W mieście rozwinął się przemysł włókienniczy, maszynowy, skórzany, chemiczny oraz spożywczy.

## Sport
Viersen reprezentuje klub piłkarski 1.FC Viersen 05 powstały w 1905 roku. W sezonie 1999/2000 jego barw bronił Polak Waldemar Tęsiorowski. Z miejscowością związany jest także piłkarz Eugen Polanski.

## Współpraca
Miejscowości partnerskie:
- Calau, Niemcy (Brandenburgia)
- Kaniów, Ukraina
- Lambersart, Francja
- Mittweida, Niemcy (Saksonia)
- Pardesijja, Izrael
- Peterborough, Wielka Brytania

## Linki zewnętrzne

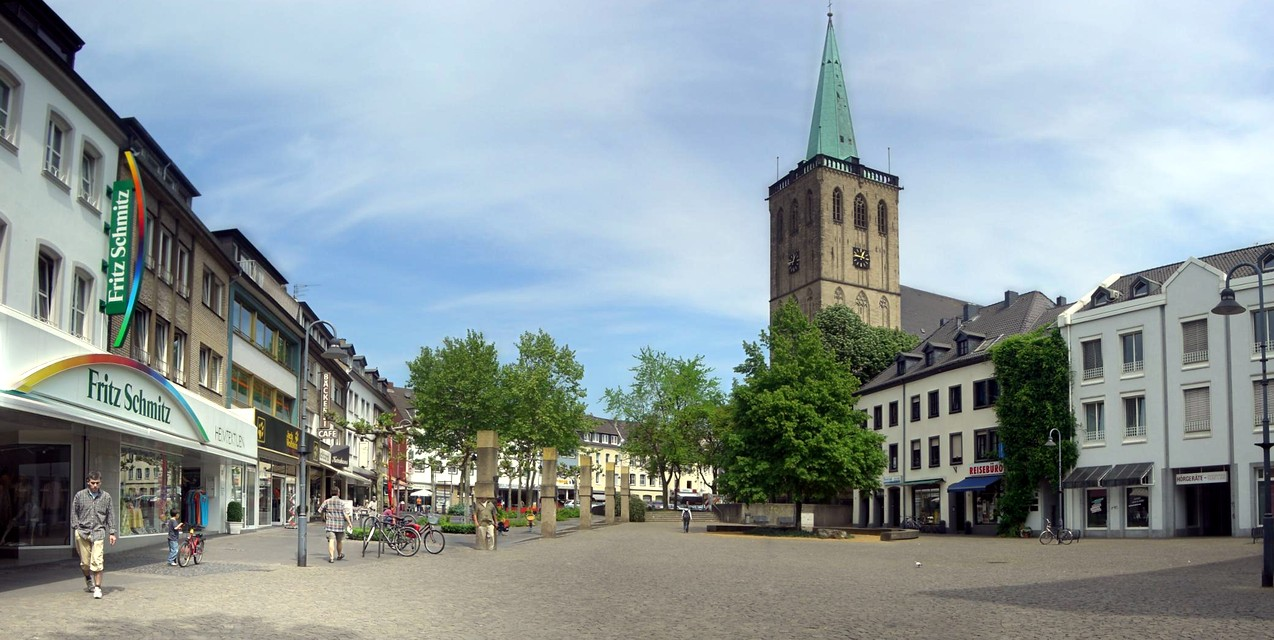
Plac Remigiusplatz
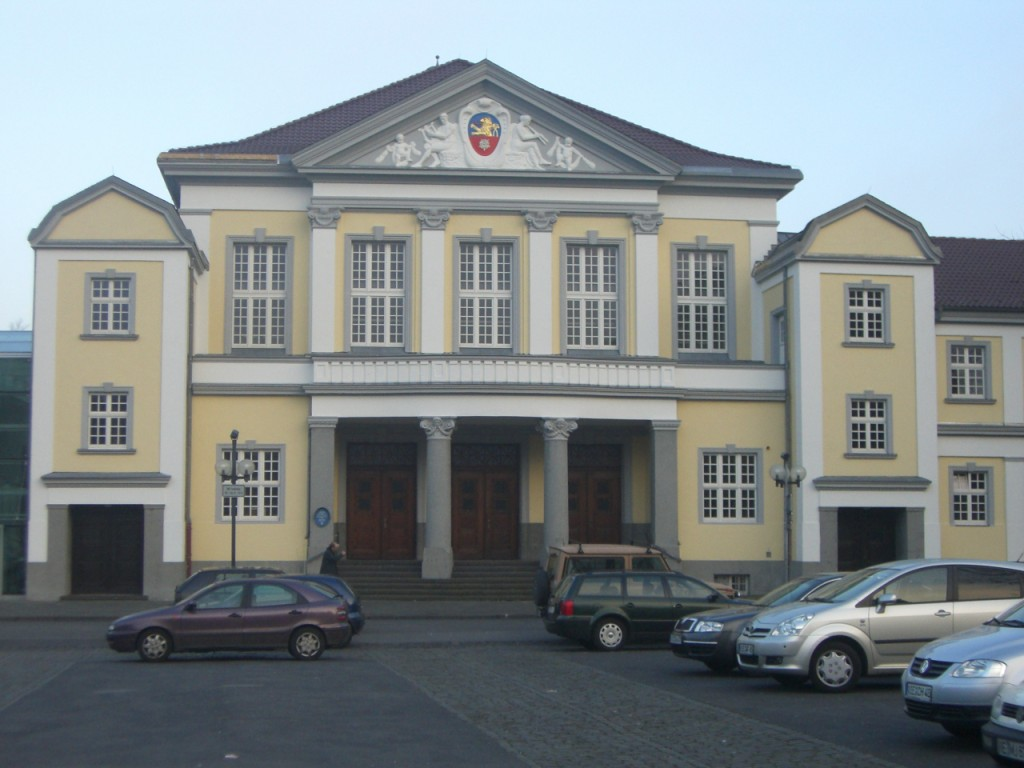
Ośrodek kultury Festhalle